# Дводумство
Дводумство або двоєдумство (двоєдумання) (англ. doublethink) — здатність дотримуватися двох протилежних переконань одночасно.

## Історія слова
Термін введений Орвеллом в романі «1984» для позначення детермінованого тоталітарним суспільством стереотипу, збоченої норми, зображеної в системі мови та мовних висловлювань; стереотипу, здатну жорстко обумовлювати поведінку людей.
Орвелл у своїй антиутопії припустив, що в тоталітарному суспільстві майбутнього виникне нова ідеологія, яка об'єднає думку і слово, а також новомови, що обслуговує «ідеологію АНГСОЦу». Священне Дводумство Старшого Брата регулює всі думки членів суспільства.
Новомова базується на таких постулатах :
- «Правовірність — стан несвідомий»
- «Дводумство … є безперервний ланцюг перемог над власною пам'яттю і … підкорення дійсності»
- «Руйнування мови» потрібно для того, щоб «стала неможливою думка»; мова повинна бути «мінімально зав'язана зі свідомістю».

Дводумство — своєрідна пародія на поняття діалектика.

## Цитати з роману«1984»

### Три партійних гасла АНГСОЦу
Побудовано на понятті двозначності.
- ВІЙНА — ЦЕ МИР
- СВОБОДА — ЦЕ РАБСТВО
- НЕЗНАННЯ — СИЛА

### Сенс дводумства
«Дводумство означає здатність одночасно дотримуватись двох переконань, що суперечать одне одному. Партійний інтелігент знає, в який бік змінювати свої спогади; отже, усвідомлює, що шахраює з дійсністю, а проте за допомогою дводумства він запевняє себе, що дійсність залишилася недоторканною. Цей процес має бути свідомим, інакше його не здійсниш акуратно, але має бути й несвідомим, інакше виникне відчуття брехні, а значить, і провини. Дводумство — душа АНГСОЦу, оскільки партія користується навмисним обманом, твердо тримаючи курс до своєї мети, а це вимагає повної чесності. Говорити явну брехню й одночасно в неї вірити, забути будь-який факт, що став незручним і витягти його із забуття, ледь він знову знадобився, заперечувати існування об'єктивної дійсності та враховувати дійсність, яку заперечуєш, — все це абсолютно необхідно. Навіть користуючись словом „дводумство“, необхідно вдаватися до двозначності. Бо, користуючись цим словом, ти визнаєш, що шахраюєш з дійсністю; ще один акт дводумства — і ти стер це з пам'яті; і так до нескінченності, причому брехня весь час на крок попереду істини. Зрештою саме завдяки двозначності партії вдалося (і хто знає, ще тисячі років може вдаватися) зупинити хід історії.»  (Частина друга, IX: книга Ґолдштайна «Теорія і практика олігархічного колективізму», розділ 1)

### Ставлення доопонента
«Ключове слово тут — біло-чорний. Як і багато слів новомови, воно володіє двома протилежними значеннями. У застосуванні до опонента воно означає звичку безсоромно стверджувати, що чорне — це біле всупереч очевидним фактам. У застосуванні до члена партії — благонамірну готовність назвати чорне білим, якщо того вимагає партійна дисципліна. Але не тільки назвати: ще й вірити, що чорне — це біле; щобільше: знати, що чорне — це біле, і забути, що колись ти думав інакше. Для цього потрібна безперервна переробка минулого, яку дозволяє здійснювати система мислення, яка по суті охоплює всі інші та іменована на новоязі двоємисленням».  (Частина друга, IX: книга Голдштайна «Теорія і практика олігархічного колективізму», розділ 1).